# Sân vận động Alfredo Di Stéfano
Sân vận động Alfredo Di Stéfano (tiếng Tây Ban Nha: Estadio Alfredo Di Stéfano) là một sân vận động đa năng ở Madrid, Tây Ban Nha. Sân được đặt theo tên của cựu cầu thủ Real Madrid, Alfredo Di Stéfano. Đây là sân phụ của Câu lạc bộ Real Madrid.

## Tổng quan
Vào thứ Ba, ngày 9 tháng 5 năm 2006, Sân vận động Alfredo di Stéfano được khánh thành tại Ciudad Real Madrid, nơi Real Madrid thường tập luyện. Trận đấu khai mạc là giữa Real Madrid và Stade de Reims, một trận tái đấu của trận chung kết Cúp C1 châu Âu mà Real Madrid giành chiến thắng vào năm 1956. Real Madrid thắng trận khai mạc với tỷ số 6–1 với các bàn thắng của Sergio Ramos, Antonio Cassano (2), Roberto Soldado (2), và José Manuel Jurado.
Địa điểm là một phần của Ciudad Real Madrid, cơ sở đào tạo của câu lạc bộ nằm bên ngoài Madrid ở Valdebebas, gần Sân bay Madrid–Barajas.
Sức chứa của khán đài chính phía Tây là 4.000 chỗ ngồi, khán đài phía Đông có thêm 2.000 chỗ ngồi, nâng tổng sức chứa của sân là 6.000 chỗ ngồi.
Sau đại dịch COVID-19 và để tạo điều kiện thuận lợi cho công việc cải tạo liên tục của Santiago Bernabéu, đội một của Real Madrid đã di chuyển các trận đấu trên sân nhà còn lại của đội trong mùa giải 2019-20 đến sân Alfredo di Stéfano và được tổ chức sau những cánh cửa đóng kín, bắt đầu từ ngày 14 tháng 6 năm 2020 trong trận thắng 3–1 trong giải đấu trước Eibar. Vào ngày 6 tháng 9, vẫn sau cánh cửa đóng kín, sân đã tổ chức trận đấu của đội tuyển bóng đá quốc gia Tây Ban Nha trong chiến thắng 4–0 tại UEFA Nations League trước Ukraina.